# Fermo
Fermo és un municipi italià de la regió Marques. És la capital de la província de Fermo, creada l'any 2004 i efectiva des del 2009. Té aproximadament 37.000 habitants.

## Història
Fou l'antiga Firmum, ciutat del Picè a uns 10 km de la costa de la mar Adriàtica i uns 40 km d'Asculum. No apareix documentada fins a la conquesta romana de la zona el 268 aC, però era amb seguretat una de les ciutats del poble picè. Una vegada dominada s'hi va establir una colònia al començament de la Primera Guerra Púnica. Va romandre lleial a Roma sota les circumstàncies més adverses i a la Segona Guerra Púnica Plini l'esmenta com una de les 18 colònies llatines que va ajudar a Roma. És probable que l'ager Palmensis, productor de vi a l'antiguitat i esmentat per Plini, fos a les terres de Firmum i encontorns, per tant, entre l'ager Praetuttianus i l'ager Gallicus; la localitat de Torre di Palme portaria una romanalla d'aquest ager Palmensis al topònim.

Durant la Guerra Social, l'any 90 aC constituïa una fortalesa, en la qual es va refugiar Pompeu Estrabó després de la seva derrota davant els generals dels italians Judacili i Afrani; allí fou atacat per Afrani, però Pompeu li va poder fer front i el va derrotar en una segona batalla sota les murades de la ciutat. A la guerra civil entre Cèsar i Pompeu fou ocupada pel primer sense resistència.
Sota August va rebre un altre grup de colons i va rebre el títol de colònia, encara que Plini no li dona aquest rang, però sí que apareix a alguna inscripció i al Liber Coloniarum.
Encara era una fortalesa considerable a la caiguda de l'Imperi, quan va passar als ostrogots, i més tard fou atacada i ocupada pels romans d'Orient però reconquerida per Tòtila, per acabar finalment ocupada altre cop pels romans d'Orient. Fou inclosa a l'Exarcat de Ravenna, i en fou una de les principals ciutats. Fou també seu d'un bisbat a partir del segle iii.
El port de la ciutat era a uns 8 km, a la desembocadura del riu Leta, i es deia Castellum o Castrum Firmanum, i avui dia Porto di Fermo. La ciutat era no gaire lluny de la via que unia la via Salària amb la via Flamínia que anava de Septempeda (San Severino), per Urbs Salvia, Firmum i seguia cap Asculum Picenum i el seu port de Castrum Truentinum.
El 756 fou cedida pels llombards al papa i va ser la capital de la Marca Fermana o Marca de Fermo (que es va extingir el segle xiii unida administrativament a la Marca d'Ancona). Els bisbes de la ciutat van esdevenir comtes de Fermo al segle x. Als segles xii i xiii fou teatre de lluites entre els imperials (gibel·lins) i els papistes (güelfs), i la ciutat fou presa i assetjada més d'una vegada: el 1176 per l'arquebisbe de Magúncia Christian; el 1192 per Enric VI; el 1208 pel duc de Ravenna Marcuald; el 1241 per Frederic II i el 1245 per Manfred. El 1199 el comú va prendre el poder a la ciutat suplantant el poder temporal del bisbe, i a partir de la meitat del segle xiii va romandre en mans de diversos senyors que més o menys es reconeixen vicaris pontificis: els Monteverdi, Joan Visconti, Francesc I Sforza (bandejat el 1446), els Migliorati i Oliverotto Uffreducci, assassinat el 1503 per Cèsar Borja que poc abans havia ocupat la ciutat. Ludovico Borgia va succeir al seu pare fins que fou mort en la batalla de Monte Giorgio el 1520 i llavors va passar als Estats Pontificis directament subjecte al papa. Sota el govern del bisbe Sigismondo Zanettini (1584), fou elevada pel papa a arquebisbat (24 de maig de 1589) amb seus sufragànies de Macerata-Tolentino, Montalto, Ripatransone i San Severino.
El 1796 fou ocupada per França i després de formar part d'un parell d'efímeres repúbliques, pel tractat de Tolentino fou capital del departament del Tronto i va passar a la República Cisalpina que després fou el Regne napoleònic d'Itàlia. El 1814 va ser ocupada pels austríacs i el 1815 va tornar als Estats Pontificis. El 1860 els Estats Pontificis foren incorporats a Itàlia i el 1861 fou assignada a la província d'Ascoli Piceno.
La seva represa econòmica als darrers anys del segle xx va aconsellar establir la nova província de la qual és la capital.

## Torre di Palme
Torre di Palme és una frazione del terme de Fermo i antic comune autònom fins a 1877, quan perdé l'autonomia i fou agregat a Fermo. Es tracta d'una vila medieval que conserva molt bé el nucli antic i que s'alça sobre un pujol pròxim al mar amb vistes panoràmiques.
Fou una antiga ciutat romana dels picens que caigué sota el control de Firmum en èpoques posteriors. El territori que controlava s'anomenava ager Palmensis, citat per Plini i conegut per la producció de vins, d'on li ve el nom, atès que palmes, -itis en llatí significava 'vinya'. Hi ha la hipòtesi que el topònim de Palma, que hauria donat l'ager Palmensis i, a l'edat mitjana, Turris Palmae i Torre di Palme, podria haver estat transportat per colons picens a l'illa de Mallorca, juntament amb el topònim de la veïna Pollentia, que haurien donat nom, respectivament, a les colònies romanes de Palma i Pol·lència de l'illa de Mallorca.

## Fills ilustres
- El poeta Annibale Caro és fill de la ciutat.
- Teodorico Pedrini (1671-1746) sacerdot, músic i compositor. Missioner a la Xina.
- Isaia Billé (1874-1961), contrabaix i compositor musical.